# Présidence danoise du Conseil de l'Union européenne en 2002
La présidence danoise du Conseil de l'Union européenne en 2002 désigne la sixième présidence du Conseil de l'Union européenne effectuée par le Danemark depuis son entrée dans l'Union européenne en 1973.
Elle fait suite à la présidence espagnole de 2002 et précède celle de la présidence grecque du Conseil de l'Union européenne à partir du 1er janvier 2003.

## Déroulement
La présidence créa le Comité stratégique sur l'immigration, les frontières et l'asile.

### Conseil de Copenhague
Le Conseil européen de Copenhague des 12 et 13 décembre 2002 clôture les négociations avec dix États candidats à l'adhésion à l'Union européenne, et fixe la date de leur adhésion au 1er mai 2004. En ce qui concerne la Bulgarie et la Roumanie, l'Union européenne se fixe comme objectif de les accueillir comme États membres ultérieurement.

## Sources

## Compléments